# زاؤر جوانشير
زاؤر جوانشير (ممادوف) (بالأذرية:Zaur Məmmədov) - اللواء للقوات المسلحة الأذربيجانية، أحد قادة الحرب الوطنية، بطل الحرب الوطنية. كان خدماته الخاصة في تحرير مدينة شوشا وتم تعيين القائد الأول لشوشا.

## حياته
ولد زاؤر ممادوف في قرية هيندارخ لمقاطعة آقجبدي. هو من السلالة جافانشير وممثل جيل باناهالي.

## طريقه في المجال العسكري
يخدم زاؤر ممادوف في القوات الخاصة التابعة وزارة الدفاع في جمهورية أذربيجان. شارك في عمليات العسكرية في الاشتباكات الأذربيجانية الأرمنية بداية أبريل عام 2016.
كان زاؤر ممادوف أحد قادة للقوات الخاصة التابعة ألقوات المسلحة الأذربيجانية إثناء الحرب الوطنية. كما تم تعيين القائد الأول لشوشا.
هو شارك في مسيرة النصر في باكو 2020 مع العلم الأذربيجاني الذي رفع في مدينة شوشا المحررة.
حصل زاؤر ممادوف على وسام «العلم الأذربيجاني» بموجب القرار لرئيس جمهورية أذربيجان إلهام علييف في 24 يونيو عام 2005.
```
كما حصل رتبة 
 اللواء
 بأمر من رئيس جمهورية أذربيجان 
إلهام علييف
 في 7 ديسمبر عام 
2020
.
[
3
]
```

تم تكريم زاؤر ممادوف بميدالية «من أجل تحرير مدينة شوشا» بموجب القرار من رئيس جمهورية أذربيجان في 29 ديسمبر عام 2020 لشجاعته وبطولته في القتال والعمليات من أجل تحرير شوشا لجمهورية أذربيجان.